# Дженсен Гаркінс
Дженсен Гаркінс (англ. Jansen Harkins; 23 травня 1997, м. Клівленд, США) — канадський хокеїст, центральний нападник. Виступає за «Прінс-Джордж Кугарс» у Західній хокейній лізі (ЗХЛ).
Вихованець хокейної школи «Норт-Шор Вінтер-Клаб». Виступав за «Прінс-Джордж Кугарс» (ЗХЛ).
У складі юніорської збірної Канади учасник чемпіонату світу 2015.
Батько: Тодд Гаркінс.
Досягнення
- Бронзовий призер юніорського чемпіонату світу (2015)